# Lessingianthus carvalhoi
Lessingianthus carvalhoi là một loài thực vật có hoa trong họ Cúc. Loài này được (H.Rob.) H.Rob. mô tả khoa học đầu tiên năm 1988.